# 鳥居義処
鳥居 義処（とりい よしずみ、弘化2年(1845年)6月6日 - 大正15年（1926年）1月25日）は江戸時代の武士、明治時代の開拓者。幼名は軍次郎、通称は半蔵。

## 来歴
信濃国佐久郡小諸城下に小諸藩士・神戸安右衛門の次男に生まれ、同藩士の鳥居氏の養子となった。明治3年（1870年）知藩事牧野康済に抜擢され、為政党の幹事となり、藩命により御牧ヶ原の開墾に着手し、21年間のあいだに田畑1500ヘクタール、山林700ヘクタール、農家300戸を数えるほどになり、馬産と植林事業にも尽力した。また明治8年（1875年）からは軽井沢の官有原野100町歩と民有地を買収し、優良馬の牧場経営と大農法による飼料作物栽培を行い、防風のために落葉松林を植樹した。避暑地開発にも尽力し、軽井沢の新産業開発の端緒を開いた。
長野県官吏に登用され、明治12年（1879年）北佐久郡長、同15年（1882年）南佐久郡長、同19年（1886年）諏訪郡長を歴任、県勧業課長、土木課長などを務めた。